# Tyne and Wear
Tyne and Wear  är ett ceremoniellt grevskap och ett storstadslän (metropolitan county) i England, Storbritannien. Det ligger runt flodmynningarna till Tyne och Wear som i huvudsak omfattar Newcastle upon Tyne och Sunderland med förorter.
Tyne and Wear är indelat i fem storstadsdistrikt (metropolitan boroughs); Gateshead, Newcastle upon Tyne, North Tyneside, South Tyneside och Sunderland. 
Det hade en gemensam fullmäktige (county council) till 1986, då organisationen avskaffades och dess funktioner överfördes på de fem ingående distrikten. 